# 그랜드 오페라
그랜드 오페라(Grand Opera)는 19세기에 프랑스에서 크게 발달한 오페라 양식의 하나이다.
프랑스 혁명으로 인한 불안전한 사회상태의 영향으로 1790년부터 1820년경까지, 프랑스는 위대한 작곡가를 배출하지 못하였다. 오베르가 이 분야에서도 <포르티치의 벙어리 처녀>로 낭만파의 발전에 기여하였으나, 로시니가 그 뒤를 따랐다. 그리고 메유르, 알레비, 에로르 등의 프랑스인은 끝내는 다시 외국인인 마이어베어의 명성으로 그 빛을 보지 못하고 말았다.

## 마이어베어
마이어베어(Giacomo Meyerbeer, 1791-1864)는 명작 <악마의 로베르>, <유그노>, <예언자>, <아프리카의 여인> 등으로 낭만파 그랜드 오페라 최대의 작곡가이다.